# Gara Ianca, Brăila
Gara Ianca este un sat ce aparține orașului Ianca din județul Brăila, Muntenia, România.